# Virginia Slims of Kansas 1978
Il Virginia Slims of Kansas 1978 è stato un torneo di tennis giocato sul sintetico indoor. È stata la 1ª edizione del torneo, che fa parte del WTA Tour 1978. Si è giocato a Kansas City negli Stati Uniti, dal 27 febbraio al 5 marzo 1978.

## Campionesse

### Singolare
Martina Navrátilová ha battuto in finale  Billie Jean King con il punteggio di 7–5, 2–6, 6–3

### Doppio
Billie Jean King /  Martina Navrátilová hanno battuto in finale  Kerry Reid /  Wendy Turnbull con il punteggio di 6–4, 6–4